# 스티븐 개건
스티븐 개건(Stephen Gaghan, 1965년 5월 6일 ~ )은 미국의 영화 각본가, 영화 감독이다. 스티븐 소더버그 감독의 영화 《트래픽》의 각본가로 유명하며, 이 영화를 통해 아카데미 각색상, 골든 글로브상 각본상, 영국 아카데미상 각색상, 미국 작가 조합상 각색상을 수상했다. 각본가 외에도 2002년 영화 《어벤던》을 통해 영화 감독으로도 데뷔해 활동하고 있다.

## 작품 목록

### 영화
| 연도 | 제목                   | 연출   | 각본   | 비고                                                        |
| ---- | ---------------------- | ------ | ------ | ----------------------------------------------------------- |
| 2000 | 룰스 오브 인게이지먼트 | 아니요 | 예     |                                                             |
| 2000 | 트래픽                 | 아니요 | 예     | 아카데미 각색상 골든 글로브상 각본상 영국 아카데미상 각색상 |
| 2002 | 어벤던                 | 예     | 예     |                                                             |
| 2004 | 알라모                 | 아니요 | 예     |                                                             |
| 2005 | 하복                   | 아니요 | 예     |                                                             |
| 2005 | 시리아나               | 예     | 예     | 아카데미 각본상 후보                                        |
| 2016 | 골드                   | 예     | 아니요 |                                                             |
| 2020 | 닥터 두리틀의 여행     | 예     | 예     |                                                             |